# Hugo Gering
Hugo Gering, född 21 september 1847 i Heinrichsberg, Västpreussen, död 3 februari 1925 i Kiel, var en tysk språkforskare.
Gering var professor i nordiska språk i Kiel 1889–1921, och utgav flera fornisländska skrifter, bland annat Finnbogasaga (1879), och Isländische Legenden, Novellen und Märchen (två band, 1882-84); dessutom Vollständiges Wörterbuch zu den Liedern der Edda (1903). Han översatte metriskt äldre Eddan (1892) och Beowulf (1906). I många år redigerade han (tillsammans med Friedrich Kauffmann) Zeitschrift für deutsche Philologie och utgav tillsammans med Gustaf Cederschiöld och Eugen Mogk Altnordische Sagabibliothek (från 1892). Gering var en ytterst samvetsgrann och grundlig forskare.